# OKAMA
OKAMA（オカマ、1974年5月25日 - ）は、日本の漫画家、イラストレーター。
男性。okamaと表記されることもある。
漫画の他に、アニメのキャラクターおよび衣装のデザイン、雑誌の表紙イラストなども手掛ける。

## 来歴
高校卒業後、東京藝大と多摩美術大学を受験するが不合格となり、その後、予備校で油絵を学ぶ。ゲーム制作会社タムタムでCGを学び、同人活動を経て1998年『快楽天』よりデビュー。小説の挿絵や雑誌の表紙など多方面で活動。2000年発表の『TT』はaloha名義。児童書の挿絵では「OKAMA」をアナグラムにした別名義で担当している。
「OKAMA」（オカマ）のペンネームは、ゲームで女性キャラクターばかり使用する事に由来する。
G＝ヒコロウや道満晴明などの漫画家と親交があり、二人の描く日記やエッセイ漫画の中にはOKAMAが頻繁に登場する。過去には共同で同人誌の制作なども行っていた。

## 作品リスト

### 一般向け漫画
- CLOTH ROAD（脚本：倉田英之、『ウルトラジャンプ』連載、全11巻）
- CAT'S WORLD（『月刊コミックドラゴン』連載、角川書店刊、全2巻）
- Food Girls（『マジカルキュート』連載、全1巻）
- TAIL STAR（『ウルトラジャンプ』連載、2012年 - 2014年、全4巻）
- Do race?（『ヤングアニマル嵐』連載、2016年8号 - 2018年3号、全3巻）
- キミと僕の最後の戦場、あるいは世界が始まる聖戦（原作：細音啓、『ヤングアニマル』、2018年No.10 - 2021年No.6、全7巻）
- Bまで恋はAiまかせ…（『どこでもヤングチャンピオン』連載、2021年6月号[2] - 2022年11月号、全3巻）
- 無冠の棋士、幼女に転生する（『ヤンチャンWeb』2023年5月1日 - 、全4巻）

### 成人向け漫画
- めぐりくるはる（ワニマガジン刊）
- めぐりくるはる2（ワニマガジン刊）
- スクール（ワニマガジン刊）
- スクール2（ワニマガジン刊）
- 華札（ワニマガジン刊）

### 画集
- OKAMAX
- okamable
- 月面兎兵器ミーナokama ARTWORKS

### 挿絵、イラスト
- パトローネ 護民官ルフィ&ワイリー（著：伊豆平成、角川スニーカー文庫）イラスト。
- パトローネ 仮面の少女（著：伊豆平成、角川スニーカー文庫）イラスト。
- 魔魚戦記（著：吉村夜、富士見ファンタジア文庫）イラスト。
- BIOME 深緑の魔女（著：伊東京一、ファミ通文庫）イラスト。
- サンプル家族 乙女ゴコロとエイリアン（著：名取なずな、集英社スーパーダッシュ文庫）イラスト。
- テルミナス なよ竹荘に月が降る（著：名取なずな、集英社スーパーダッシュ文庫）イラスト。
- 葉緑宇宙艦テラリウム（著：夏緑、MF文庫J）イラスト。
- イコノクラスト!（著：榊一郎、MF文庫J）2巻までのイラスト。
- 武装神姫 always together（著：ひびき遊、コナミデジタルエンタテインメント）イラスト。
- 神曲奏界ポリフォニカ ぱれっと（GA文庫）イラスト。
- ほんたにちゃん（著：本谷有希子、太田出版）イラスト。
- ハヤテのごとく!トレーディングカードゲーム（コナミデジタルエンタテインメント）イラスト。
- アクエリアンエイジ （ブロッコリー）イラスト。
- 新訳 ふしぎの国のアリス（著：ルイス・キャロル、角川つばさ文庫）イラスト。
- 新訳 かがみの国のアリス（著：ルイス・キャロル、角川つばさ文庫）イラスト。
- マジック・ツリーハウス（著：メアリー・ポープ・オズボーン、訳：食野雅子、日本語版出版：メディアファクトリー）イラスト。
- 異世界最強は大家さんでした（著：ゆうたろう、アース・スターノベル）イラスト。
- 新訳 星を知らないアイリーン おひめさまとゴブリンの物語（著：ジョージ・マクドナルド、角川つばさ文庫）イラスト。
- 笑い猫の5分間怪談（著：複数作家によるアンソロジー、電撃単行本）イラスト。

### アニメ関係
- かみちゅ!（プロダクションデザイン）
- かんなぎ（第3話エンディングイラスト）
- ガラスの艦隊（キャラクターデザイン原案[3]）
- ガン×ソード（ゲストヨロイデザイン、デザイン協力）
- リーンの翼（ビジュアルコンセプター）
- コゼットの肖像（プロダクションデザイン）
- マクロス ゼロ（#5鳥人デザイン）
- 創聖のアクエリオン（コンセプトデザイン）
- トップをねらえ2!（フューチャービジュアル）
- ひまわりっ!（キャラクター原案、プロダクションデザイン）
- 月面兎兵器ミーナ（キャラクターデザイン）
- ケロロ軍曹（キャラクター（アンゴル＝モア）衣装デザイン）
- 創星のアクエリオン（コンセプトデザイン）
- Saint October（キャラクターデザイン原案）
- ヱヴァンゲリヲン新劇場版:序（デザインワークス）
- ヱヴァンゲリヲン新劇場版:破（デザインワークス）
- 宇宙ショーへようこそ（プロダクションデザイン）
- 荒川アンダー ザ ブリッジ×ブリッジ（第6話エンドカード)
- アスタロッテのおもちゃ!（ワールドビジュアルデザイナー）
- ギルティクラウン（第7話エンドカード)
- 戦姫絶唱シンフォギア（クリーチャーデザイン）
- 伏 鉄砲娘の捕物帳（ビジュアルイメージ）
- 僕は友達が少ないNEXT（第1話エンドカード）
- プリティーリズム・レインボーライブ（キャラクターデザイン原案）
- 傾物語（第3話エンドカード）
- キャプテン・アース（コンセプトデザイン）
- 龍の歯医者（コンセプトデザイン）
- ひそねとまそたん（コンセプトデザイン）
- Fate/EXTRA Last Encore（辺獄の薔薇園デザイン、第六階層デザイン）
- RWBY 氷雪帝国（第2話エンドカードイラスト）

## その他
- 武装神姫第四弾・ジルダリア／ジュビジー（キャラクターデザイン）
- ノーモア★ヒーローズ（ゲストデザイン、ゲーム内に出てくるアニメのキャラクターデザインを担当）
- ノーモア★ヒーローズ2 デスパレート・ストラグル（ゲストデザイン、ゲーム内に出てくるアニメのキャラクターデザイン及びミミーのデザインを担当）
- デジ絵の文法（出演）
- 新世紀エヴァンゲリオンEXフィギュア まつりのよるに feat.okama（モデルデザイン）
- 新世紀エヴァンゲリオンEXフィギュア スウィートウィッチーズ feat.okama（モデルデザイン）
- ハローキティといっしょ!（猫村いろはキャラクターデザイン・イラスト）
- ザ☆ネットスター!（NHK BS2、「セレクたん」キャラクターデザイン）
- Zwei Worter（『イリアス』デザイン＆衣装原案）
- 己の信ずる道を征け (ゲーム(フロム・ソフトウェア))（キャラクターデザイン）
- 歩数計物語 モモルーニャ (iPhoneアプリ)（キャラクターデザイン）
- Fate/Grand Order（第2部 第3章 コンセプトアート）